# Santiago Durán y Lira
Santiago Durán y Lira (Isla de San Simón, 1818–Manila, 21 de noviembre de 1881) fue un militar y político español, ministro de Marina entre 1875 y 1876 y de nuevo entre 1879 y 1881. Senador por la provincia de Puerto Rico en 1879-1880, 1880-1881.

## Biografía
Hijo de marineros, ingresó en la Real Armada Española como guardiamarina en el año 1834.
En 1841 fue destinado a La Habana como asistente de ruta y profesor de guardiamarinas, permaneciendo allí hasta 1848. Regresó a la península en 1851 donde continuó con su carrera en la Armada al mando de diferentes buques.
En 1868 fue nombrado comandante de Marina en la provincia de Barcelona, hasta que en 1869 fue ascendido a contraalmirante, siendo nombrado comandante general interino de Ferrol.
Ocupó la cartera de ministro de Marina en 1875 y, más tarde, entre 1879 y 1881, en el gobierno de Cánovas del Castillo. Al dejar el ministerio, el rey Alfonso XII lo nombró consejero de Estado.
Su último destino fue en las islas Filipinas, donde ejerció como comandante general del Apostadero de las Islas Filipinas. Falleció en 1881 en Manila.

## Distinciones
- Caballero gran cruz de la Orden de Isabel la Católica
- Caballero gran cruz de la Orden de San Hermenegildo
- Cruz de Distinción de la Marina
- Cruz Laureada de San Fernando de 1.ª Clase